# Yeshey Zimba

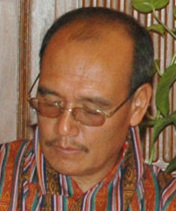
Zimba (2006)

Lyonpo Yeshey Zimba (* 10. Oktober 1950; † 16. September 2024) war von 2000 bis 2001 sowie von 2004 bis 2005 der Premierminister von Bhutan. Er schloss seine schulische Ausbildung an der North Point School in Darjeeling (Indien) ab und erhielt den Bachelor am St. Joseph’s College der Universität von Nord-Bengalen in Darjeeling. Anschließend studierte er an der University of Wisconsin in den USA Wirtschaftswissenschaften. Dieses Studium beendete er mit dem Master-Abschluss.
Nach dem Sieg der Bhutanischen Partei für Frieden und Wohlstand (DPT) bei den Wahlen im April 2008 wurde Yeshey Zimba am 11. April 2008 Arbeits- und Städtebauminister im Kabinett Jigme Thinley.